# 张驾伍
张驾伍（1911年—1963年），陕西米脂县人，中国人民解放军将领、中国人民解放军开国少将。
曾任第一高级步兵学校副政委兼政治部主任。1955年，授予中国人民解放军少将。
1963年6月3日在北京病逝。